# Giovanni Lonardi
Giovanni Lonardi (Verona, 9 de noviembre de 1996) es un ciclista profesional italiano que desde 2022 corre para el equipo Team Polti VisitMalta.

## Palmarés
2018 (como amateur)
- 1 etapa del Giro Ciclistico d'Italia
- Circuito del Porto-Trofeo Arvedi
- La Popolarissima

2019
- 1 etapa del Tour de Taiwán
- 1 etapa del Tour de Tailandia[2]

2020
- 1 etapa del Tour de Antalya

2021
- 1 etapa del Tour de Bulgaria

2022
- Gran Premio Valencia

2024
- 1 etapa del Tour de Turquía

## Resultados en Grandes Vueltas
| Carrera | Carrera         | 2019 | 2020  | 2021 | 2022 | 2023 | 2024  | 2025  |
| ------- | --------------- | ---- | ----- | ---- | ---- | ---- | ----- | ----- |
|         | Giro de Italia  | Ab.  | 125.º | —    | —    | —    | 128.º | 129.º |
|         | Tour de Francia | —    | —     | —    | —    | —    | —     | —     |
|         | Vuelta a España | —    | —     | —    | —    | —    | —     | —     |

—: no participa

Ab.: abandono